# Rhönbussard
Rhönbussard  var ett tyskt segelflygplan konstruerat 1933.
Flygplanet konstruerades av Hans Jacobs 1933 på uppdrag av Flugzeugbau Alexander Schleicher i Poppenhausen som ett litet billigt konkurrensalternativ till flygplan byggda av flygkubbar och privatpersoner. I konstruktionsuppdraget ingick att flygplanet skulle få godtagbara prestanda, en liten spännvidd, samt en mycket god vändbarhet (förmåga till snäva svängar för att utnyttja termiken).
Rhönbussard var ett högvingat monoplan med en kropp tillverkad i en träkonstruktion som kläddes med fanér och spänd duk. Landstället består av en huvudskida under framkroppen och en liten skida under stabilisatorn. Vingarna är konstruerade med en huvudbalk och en liten hjälpbalk och kläddes med fanér och duk. Med förstärkta vingbalkar var flygplanet godkänt för avancerad flygning. Några flygplan försågs med en spoiler på vingens ovansida. Flygplanet kunde levereras i öppet utförande eller med plexiglashuv. Konstruktionen gav ett bästa glidtal på 1:19 vid 67 km/h.
Vid den 16:e Rhöntävlingen flög Eugen Wagner den 27 juli 1935 en sträcka på 330 km med en höjdvinst på 3 000 meter, för den flygningen erhöll han världens första Guld-C diplom. Under segelflygtävlingarna på Wasserkuppe 1938 tävlade 20 piloter i startfältet med Rhönbussard.
Mellan 1933 och 1938 tillverkade Flugzeugbau Alexander Schleicher 220 exemplar av typen, till denna siffra kommer flygplan byggda under licens av flygkubbar och privatpersoner. Ett fåtal flygplan finns kvar, varav några är flygbara. I segelflygmuseet på Ålleberg finns Eskilstuna flygklubbs Rhönbussard (SE-SHD) utställd.

## Rhönbussard i Sverige
I Sverige slutmonterades ett exemplar av flygplanet av dansken Mogens Carlsen. Han påbörjade bygget 1943 i Danmark. Efter andra världskriget antälldes Carlsen vid Kockums Flygindustri. För att färdigställa flygplanet tog han det över Öresund på en fiskebåt 1947. Han färdigställde flygplanet på sin arbetsplats under sin fritid. Efter cirka 6 000 timmars arbete blev flygplanet klart för provflygning. 7 maj 1948 utförde Luftfartsstyrelsens provflygare Rudolf Abelin tre starter efter vinsch på Bulltofta. Efter godkännandet flög flygplanet först på interimbevis. När det senare skulle registreras kunde Carlsen som dansk medborgare inte registrera flygplanet i det svenska luftfartygsregistret. Han sålde då flygplanet till Aeroklubben i Malmö.  